# Epolets
Epolets (укр. Еполети) — український рок-гурт, що був створений 14 лютого 2011 року в Одесі. Загалом гурт випустив п'ять студійних альбомів, а також взяв участь в українській версії X-Фактору.

## Історія
На початку творчого шляху Epolets був кавер-гуртом під назвою The Rolling Bones. 2011-го року колектив почав активно виступати. Гурт підійшов до свого репертуару ґрунтовно, і ще на зорі своєї кар'єри хлопці почали робити повномасштабні 2-годинні концерти, які включали кавери на Pink Floyd, Nirvana, Muse. Особливу роль в становленні колективу відіграв одеський клуб True Man, де The Rolling Bones виступали із неабиякою регулярністю.
Через два місяці після початку репетицій Андрій і Паша написали першу пісню. Власний матеріал почав накопичуватися, і гурт опинився перед дилемою — писати пісні під The Rolling Bones, формації, яка щільно асоціювалося винятково з каверами, чи запускати новий проєкт. Так з'явився Epolets — гурт, який грає альтернативний рок трьома мовами.
Самі ж музиканти вважають, що їхня музика — сплав кількох поколінь рок-культур: диско 70-х, хард-рок 80-х, гранж 90-х. Завдяки активному спілкуванню фронтмена з публікою, соковитому звуку та нестримному драйву самих музикантів концерти Epolets незмінно проходять за всіма правилами справжнього рок-шоу.[джерело?]
2015 року, в шостому сезоні шоу «Ікс-Фактор» колектив «Epolets» увійшов до дванадцятки найкращих виконавців. Брав участь у прямих ефірах. У проєкті перемогу не здобув.
Восени 2016 року Epolets почали запис свого нового альбому, саунд-продюсером якого виступає Мілош Єлич — клавішник і аранжувальник гурту «Океан Ельзи» і вже 22 листопада 2016 року гурт представив перший сингл записаний за участі Єлича під назвою «Я хочу бути з тобою».
2016 році вийшов кліп на пісню «Мелодія», де знялися Олександр Положинський, Анна Гресь, Олександр Барабошко і Андрій Шабанов.
У 2016 група бере в команду звукорежисера Юрія Яхно, який надалі стає ще й саундпродюсером наступний пісень гурту. 
1 листопада 2017 гурт випустив свій перший повністю україномовний альбом під назвою «Діти моря».
6 березня 2019 року музиканти повертаються з новим релізом — синглом «Казка», на який також було відзнято кліп.
Слідом за піснею «Казка» 7 серпня гурт Epolets представив новий денс-рок сингл під назвою «Блищи». Локацію для події музиканти обрали до пари пісні: це був потяг «Київ — Одеса».
Домовившись із «Укрзалізницею», гурт зібрав фанів, друзів та журналістів і вирушив з ними до Одеси. В одному з вагонів музиканти облаштували танцювальний майданчик. Тож унікальна презентація пройшла на швидкості 140 км/год під гуркіт коліс.
На осінь 2019 запланована презентація кліпу, героїнею якої стала знову Адель Вакула модель журналу Play Boy.

## Діяльність
- чотири студійні альбоми;

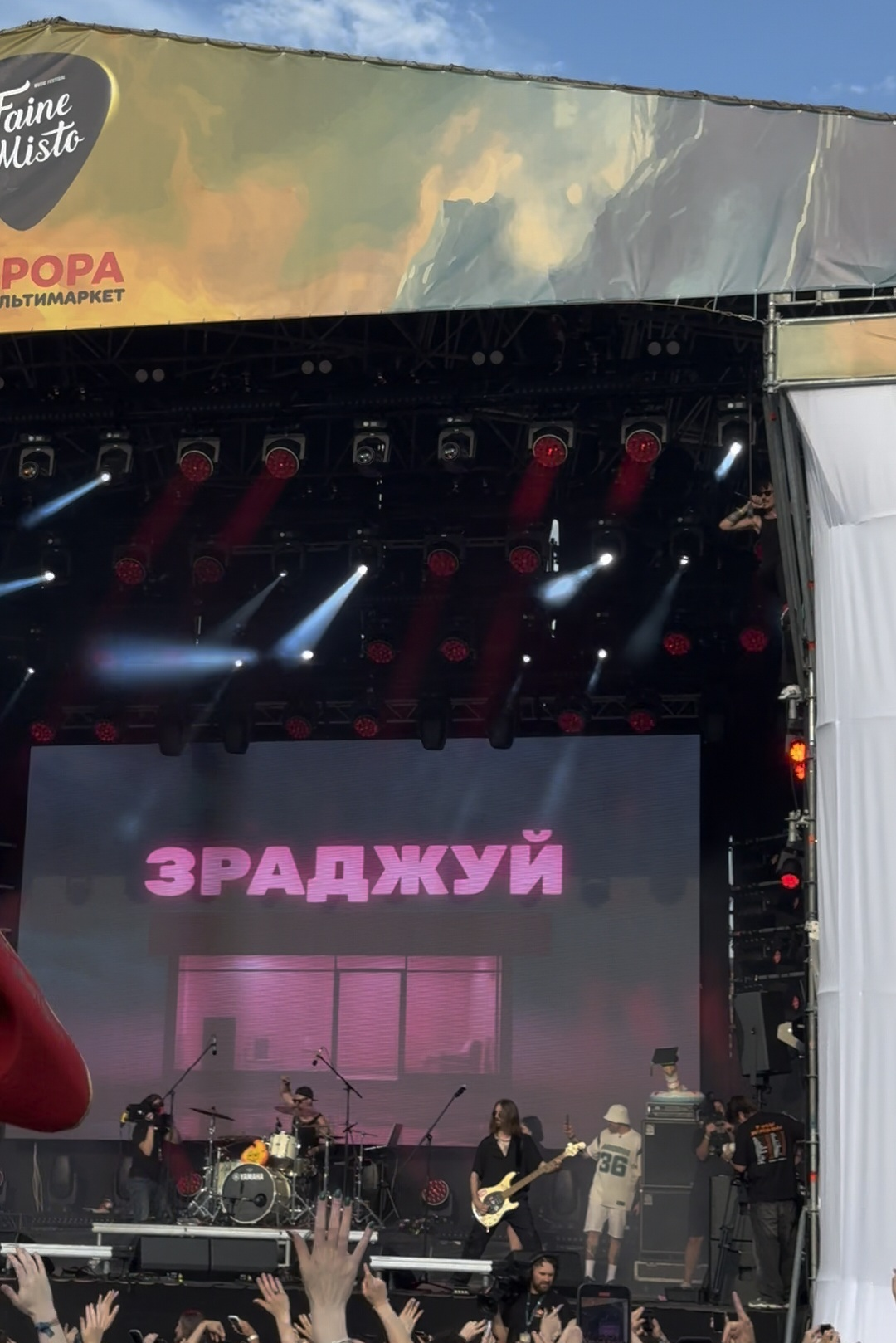
Виступ гурту на фестивалі «Файне місто» 2025 року

- 10 відеокліпів: «Dance, dance, dance», «Give it away», «Pornofilm», «Зраджуй», «Мелодія», «Лютий», « Місто спить», «Я хочу бути з тобою», «Діти моря», «Одна»
- 200 концертів у 20 містах України;
- 12 концертів у 5 містах Білорусі;
- концерти в Польщі і Молдові;
- учасники у більш ніж 30-ти українських та міжнародних фестивалях («Stare Misto», «The  Best City», «Файне місто», «Respublica», «Summer Sound», «Woodstock» (Україна), Razomfest, «Juwenalia» (Польща), «Приход» (Білорусь))
- участь у теле- та радіо- ефірах, живих музичних проєктах та конкурсах (переможці «Amsterdam Music», «Summer Sound», «Я маю власну думку»)
- фіналісти телевізійного вокального шоу «X-Фактор 6»

## Склад гурту
Теперішній
- Павло Варениця — вокал
- Юрій Лясота — гітара, бек-вокал
- Ігор Смирнов — ударні (з 2013)
- Володимир Ступенчук — бас

Колишні учасники
- Андрій Головерда — гітара, бек-вокал
- Станіслав Винарський — ударні (2011—2013)
- Олександр Решетарь — бас-гітара (2011—2017)

## Дискографія

### Альбоми
- Epolets (2013)
- Dogma (2014)
- Cult (2016)
- Діти моря (2017)
- Гармонія хаосу (2025)

### Міні-альбоми
- Bravery (2012)
- Темна Вода (2024)

### Сингли
| Рік  | Назва               | Альбом            |
| ---- | ------------------- | ----------------- |
| 2012 | Bravery             | Bravery           |
| 2012 | Thank You           | Сингл без альбому |
| 2012 | Fakebook            | Epolets           |
| 2012 | Give It Away        | Epolets           |
| 2013 | «Цветы»             | Сингл без альбому |
| 2013 | No More             | Dogma             |
| 2014 | Де ти є             | Dogma             |
| 2014 | То Різдво           | Сингл без альбому |
| 2015 | Залиш мене          | Cult              |
| 2016 | Скажи               | Cult              |
| 2016 | Я хочу бути з тобою | Діти моря         |
| 2017 | Місто спить         | Діти моря         |
| 2017 | Діти моря           | Діти моря         |
| 2017 | Одна                | Діти моря         |
| 2019 | Казка               | Сингл без альбому |
| 2019 | Блищи               | Сингл без альбому |
| 2020 | Пограймо            | Сингл без альбому |
| 2020 | Rock is Dead        | Сингл без альбому |
| 2021 | Фрік шоу            | Сингл без альбому |
| 2022 | Крик                | Сингл без альбому |
| 2022 | Freedom             | Сингл без альбому |
| 2022 | Палай!              | Сингл без альбому |
| 2023 | Не мовчи            | Сингл без альбому |
| 2023 | Спали ікони         | Гармонія хаосу    |
| 2023 | Газлайт             | Гармонія хаосу    |
| 2023 | дед інсайд          | Сингл без альбому |
| 2024 | плавить             | Темна вода        |
| 2024 | серце               | Темна вода        |
| 2024 | титанік             | Темна вода        |
| 2024 | вона                | Темна вода        |
| 2024 | злива               | Темна вода        |
| 2024 | мамо                | Темна вода        |
| 2024 | Ми не любим правду  | Гармонія хаосу    |
| 2025 | Токсини             | Гармонія хаосу    |
| 2025 | Панічна агресія     | Гармонія хаосу    |

### Кліпи
| Рік  | Відеокліп                                |
| ---- | ---------------------------------------- |
| 2012 | Dance Dance Dance на YouTube             |
| 2012 | Give It Away на YouTube                  |
| 2014 | Pornofilm на YouTube                     |
| 2016 | Зраджуй на YouTube                       |
| 2016 | Мелодія на YouTube                       |
| 2016 | Море на YouTube                          |
| 2017 | Діти моря на YouTube                     |
| 2019 | Казка на YouTube                         |
| 2019 | Блищи на YouTube                         |
| 2020 | Пограймо на YouTube                      |
| 2020 | Rock is Dead (lyric відео) на YouTube    |
| 2021 | Фрік шоу на YouTube                      |
| 2022 | Крик (lyric відео) на YouTube            |
| 2022 | Freedom (lyric відео) на YouTube         |
| 2022 | Палай на YouTube                         |
| 2023 | Не мовчи на YouTube                      |
| 2023 | Спали ікони (Tour mood відео) на YouTube |
| 2023 | Газлайт на YouTube                       |
| 2023 | дед інсайд на YouTube                    |
| 2024 | Ми не любим правду на YouTube            |
| 2024 | То Різдво (lyric відео) на YouTube       |
| 2025 | Токсини (lyric відео) на YouTube         |
| 2025 | Панічна агресія на YouTube               |
| 2025 | Хаос на YouTube                          |